# ロバート・J・ソウヤー
ロバート・ジェームズ・ソウヤー（Robert James Sawyer, 1960年4月29日 - ）は、カナダのSF作家。2012年時点までに22作の長編を出版しており、アナログ、アメージング・ストーリーズ、On Spec、ネイチャー といった雑誌や多くのアンソロジーにSF短編を発表している。小説についての賞を14回受賞しており、ネビュラ賞 (1995)、ヒューゴー賞 (2003)、ジョン・W・キャンベル記念賞 (2006) も受賞している。
オタワ生まれのトロント育ち。トロントのライアソン大学でラジオとテレビの芸術 (Radio and Television Arts、RTA) を学び、1982年に卒業。現在はオンタリオ州ミシサガに在住。
2000年にコンタクト・ジャパンのイベントで来日した。
2011年4月、SFコンベンション「はるこん」のゲスト･オブ･オナーとして、3度目の来日を果たした。

## 小説

### 作風とテーマ
ソウヤーの作品は科学と宗教の交差を描くことが多く、合理主義が神秘主義に打ち勝つことが多い（例えば『ターミナル・エクスペリメント』、Calculating God、ネアンデルタール・パララックス三部作など）。
また、古生物学に深い関心があることもキンタグリオ・シリーズや『さよならダイノサウルス』からうかがえる。さらにCalculating Godの主人公は古生物学者だし、ネアンデルタール・パララックス三部作ではネアンデルタール人が消滅しなかったもうひとつの地球を描いている。
ソウヤーは、人間の意識をコピーしたりアップロードするというアイデアを使うことが多い（Mindscan、『ゴールデン・フリース』、『ターミナル・エクスペリメント』など）。Wake は、World Wide Web の基盤内で意識が自発的に生まれる話である。
また、量子力学（特に量子コンピュータ）に関心があり、短編「ホームズ、最後の事件ふたたび」（シャーロック・ホームズへのパスティーシュ）、短編 "Iterations"、Factoring Humanityや『ホミニッド』で扱っている。
地球外知的生命体探査 (SETI) は、『ゴールデン・フリース』、Factoring Humanity、Mindscan、Rollback などで登場する。ソウヤーは遠未来を舞台とした『スタープレックス』で宇宙論も扱っている。
実在の研究施設を設定として使用することも多く、TRIUMF（『さよならダイノサウルス』）、CERN（『フラッシュフォワード』）、ロイヤルオンタリオ博物館 (Calculating God)、サドベリー・ニュートリノ観測所（ネアンデルタール・パララックス三部作）、アレシボ天文台 (Rollback) などがある。
ソウヤー作品のその他の特徴として主人公が致命的障害を抱えている点が挙げられる。『フレームシフト』の主人公はハンチントン病、Calculating Godの主人公は肺癌、Mindscanの主人公は脳動静脈奇形を抱えている。それにも関わらず、ソウヤーの作品は明るい終わり方をするものが多い。
ソウヤーの政治的姿勢は一般のカナダ人よりもリベラルであり、その傾向が表れた作品も書いている。しかし「配られたカード」はリバタリアンSFのアンソロジー Free Space に収録されている。"The Right's Tough" という作品もリバタリアンSFのアンソロジー Visions of Liberty に収録されている。彼はカナダとアメリカ両方の市民権を得ており、両国の政治に批判的であることでも知られている。作中ではアメリカ人がカナダを訪れる様子を描いたり (Mindscan)、逆にカナダ人がアメリカを訪れる様子を描いたりすることが多い（『フレームシフト』、ネアンデルタール・パララックス三部作）。
ソウヤーの文体は、オースン・スコット・カードがアイザック・アシモフ的な簡単で明快な散文と評した。また、作中でポップカルチャーに言及することも多い（ソウヤーが『宇宙大作戦』や『600万ドルの男』や『猿の惑星』を好きという点も見逃せない）。

#### SFとミステリの融合
ソウヤーの作品にはSFとミステリを融合したものもあり、短編「爬虫類のごとく……」はカナダのSFの賞（オーロラ賞）とミステリーの賞（アーサー・エリス賞）を同時に受賞した。『イリーガル・エイリアン』は異星人被告が登場する法廷劇である。『ホミニッド』では、ネアンデルタール人が別のネアンデルタール人を殺した容疑で裁判にかけられる。殺人事件が描かれた作品も多い（『ゴールデン・フリース』、Fossil Hunter、『フレームシフト』、『フラッシュフォワード』）。短編にもミステリに分類されるものが多い。

## 編集と学術的な仕事
作家として以外に、Fitzhenry & Whiteside という出版社の一部である Red Deer Press のインプリントRobert J. Sawyer Booksの編集を担当している。また、The New York Review of Science Fiction 誌に寄稿し、The Canadian Encyclopedia ではサイエンス・フィクションの専門家として協力している。L・ロン・ハバードの開催したコンテスト Writers of the Future では審査員を務めた。

## 映画とテレビ
2009年には『フラッシュフォワード』がアメリカABCでテレビドラマ化された（ただしストーリーはまったく異なる）。パイロット版は、デヴィッド・S・ゴイヤーとブラノン・ブラガが脚本を書き、ゴイヤーが監督を務め、ジョセフ・ファインズとソーニャ・ヴァルゲルが出演した。若干の調整を経て、第1シーズンは22話で構成されることになった。ソウヤーはストーリー監修を務め、第19話「軌道修正」では自ら脚本を書いた。
2005年から2006年にかけて放送された『チャーリー・ジェイド』のシリーズ原案を書いている。2003年には『ロボテック』のコンセプト関連の仕事もしている。CBCラジオのSFドキュメンタリーシリーズ Ideas で脚本やナレーションを担当し、カナダの Vision TV のドキュメンタリーシリーズ Supernatural Investigator（2009年1月27日放送開始）でもホスト役を務めていた。また、CBCが制作したドキュメンタリー The Planet of the Doctor ではイギリスのSFテレビ番組『ドクター・フー』をソウヤーが分析している。TVOntarioの Saturday Night at the Movies にもよく出演し、SF映画にコメントしている。

## 教育と講演
トロント大学やライアソン大学などでSF小説の書き方の講師も勤めたことがある。2000年、ソウヤーはオンタリオ州リッチモンドヒルの公立図書館にて客員作家 (Writer-in-Residence) として勤務していた。2003年、トロント図書館のメリル・コレクション（ジュディス・メリルが客員作家だった1987年に集めたSFやファンタジーのコレクション）に関する客員作家となった。2006年、Odyssey Writing Workshop で講師を務めた。2005年、オンタリオ州のウォータールー地域の自治体は『ホミニッド』を推薦図書に選定し、2006年には同地域のキッチナー図書館で客員作家に任命された。
テクノロジー関連のイベントで基調講演を依頼されることが多く、カナダの連邦司法省では未来の遺伝学に対して法がどう対処すべきかについて助言するコンサルタントを務めたこともある。

## 影響と評価

### カナダにおける文化的意義
ソウヤーは常にカナダのサイエンス・フィクションの代弁者である。彼はアメリカSFファンタジー作家協会 (SFWA) のカナダ支部設立に尽力し、1992年に支部が設立されたときの責任者となった。カナダ支部発行のニュースレター Alouette の編集も行った。このニュースレターはオーロラ賞のベストファンジン部門にもノミネートされた。

### 国際的評価
ソウヤー作品はニューヨークの出版社から出版されており、13か国語に翻訳されている（ブルガリア語、中国語、チェコ語、オランダ語、フランス語、ドイツ語、イタリア語、日本語、韓国語、ポーランド語、ロシア語、セルビア語、スペイン語）。国際的な賞も受賞しており、ヒューゴー賞（ワールドコン参加者の投票）、ネビュラ賞（アメリカSFファンタジー作家協会の会員による選考）、ジョン・W・キャンベル記念賞なども受賞している。

### 文壇
1998年、SFWAの会長に立候補し、前会長のノーマン・スピンラッドを破って当選した。しかし彼の改革路線には反対の声が多く寄せられ、任期半ばで副会長のポール・レヴィンソンに会長の座を譲った。辞任の前にソウヤーが公約としていた投票が行われ、SFWAの細則や手続きが大きく変わった。特に入会条件が変更され、北米以外での本の売り上げやネット上での売り上げが考慮されるようになった。また、ネビュラ賞に最優秀脚本賞が創設された。
他にも、カナダ推理作家協会、国際ホラー作家協会、カナダ著作家協会、カナダ脚本家組合 でも活動してきた。

## 受賞歴
- ヒューゴー賞
  - 『ホミニッド ―原人―』[37]
- ネビュラ賞
  - 『ターミナル・エクスペリメント』[38]
- 星雲賞海外長編部門
  - 『さよならダイノサウルス』、『フレームシフト』、『イリーガル・エイリアン』
- オーロラ賞（カナダのSF作家の作品に与えられる賞）
  - 『ゴールデン・フリース』、『ターミナル・エクスペリメント』、『スタープレックス』、『フラッシュフォワード』、Relativity、"Biding Time"、Wake、Watch
- アーサー・エリス賞
  - 「爬虫類のごとく…」
- ジョン・W・キャンベル記念賞
  - Mindscan[39]

## 作品
- 『ゴールデン・フリース』Golden Fleece（1990年）
- キンタグリオ・シリーズ：
  - 『占星師アフサンの遠見鏡』Far-Seer（1992年）
  - Fossil Hunter（1993年）
  - Foreigner（1994年）
- 『さよならダイノサウルス』End of an Era（1994年）
- 『ターミナル・エクスペリメント』The Terminal Experiment（1995年）
- 『スタープレックス』Starplex（1996年）
- 『フレームシフト』Frameshift（1997年）
- 『イリーガル・エイリアン』Illegal Alien（1997年）
- Factoring Humanity（1998年）
- 『フラッシュフォワード』Flashforward（1999年）
- Calculating God（2000年）
- Iterations - 短編集（2002年）
- ネアンデルタール・パララックス三部作（英語版）：
  - 『ホミニッド ―原人―』Hominids（2002年）
  - 『ヒューマン ―人類―』Humans（2003年）
  - 『ハイブリッド ―新種―』Hybrids（2003年）
- Relativity（2004年）
- Mindscan（2005年）
- Rollback（2007年）
- Identity Theft and Other Stories - 短編集（2008年）
- WWW三部作
  - Wake（2009年）
  - Watch（2010年）
  - Wonder（2011年）[40]
- Triggers（2012年）
- Red Planet Blues (2013年)
- Quantum Night (2016年3月1日)
- The Oppenheimer Alternative (2020年)
- The Downloaded (2023年)